# Efficienza (economia)
L'efficienza di un mercato è la sua abilità di generare prezzi rispecchianti le informazioni disponibili sulle attività finanziarie. 
Si possono distinguere varie categorie di efficienza:
- Efficienza allocativa
- Efficienza valutativa
- Efficienza informativa
- Efficienza tecnico-operativa

## Efficienza allocativa
L'efficienza allocativa o efficienza paretiana si realizza quando l'allocazione delle risorse è tale che non è possibile apportare miglioramenti paretiani al sistema cioè non si può migliorare la condizione di un soggetto senza peggiorare la condizione di un altro.

## Efficienza informativa
Nel caso dell'efficienza informativa, si possono riconoscere tre diverse situazioni:
- efficienza in forma debole, quando le informazioni si riferiscono ai prezzi passati. In un mercato efficiente in forma debole, non è possibile realizzare extrarendimenti e, di conseguenza, le strategie di investimento difficilmente riescono a generare degli extraprofitti.
- efficienza in forma semi–forte, quando l'insieme delle informazioni è costituito non solo dalle informazioni storiche dei prezzi, ma anche dalle informazioni pubbliche disponibili.
- efficienza in forma forte, quando l'insieme delle informazioni è costituito dalle informazioni storiche dei prezzi, della informazioni pubbliche e della informazioni private. Il prezzo di un titolo azionario riflette tutte queste informazioni.